# Gut Grittern

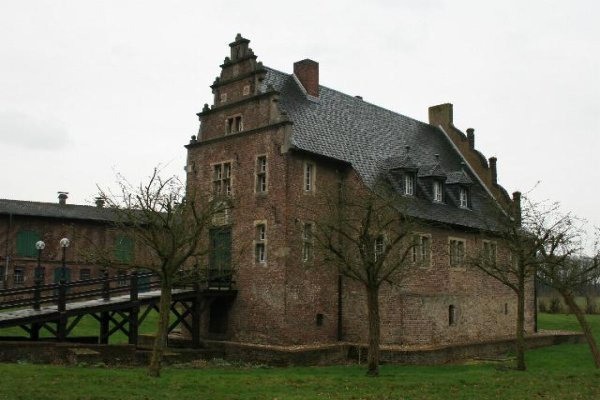
Das Burghaus des Guts Grittern, Nordwest-Ansicht

Das Gut Grittern, auch Haus Grittern oder Rittergut Grittern genannt, ist ein denkmalgeschütztes ehemaliges Rittergut südwestlich von Doveren, einem Stadtteil von Hückelhoven im Kreis Heinsberg (Nordrhein-Westfalen). Das heutige Hauptgebäude hat seine Wurzeln in einem Bau des 16. Jahrhunderts und gehört zu einer ganzen Kette von Herrensitzen im Tal der Rur. Die Anlage befindet sich in Privatbesitz und kann nicht besichtigt werden.

## Geschichte

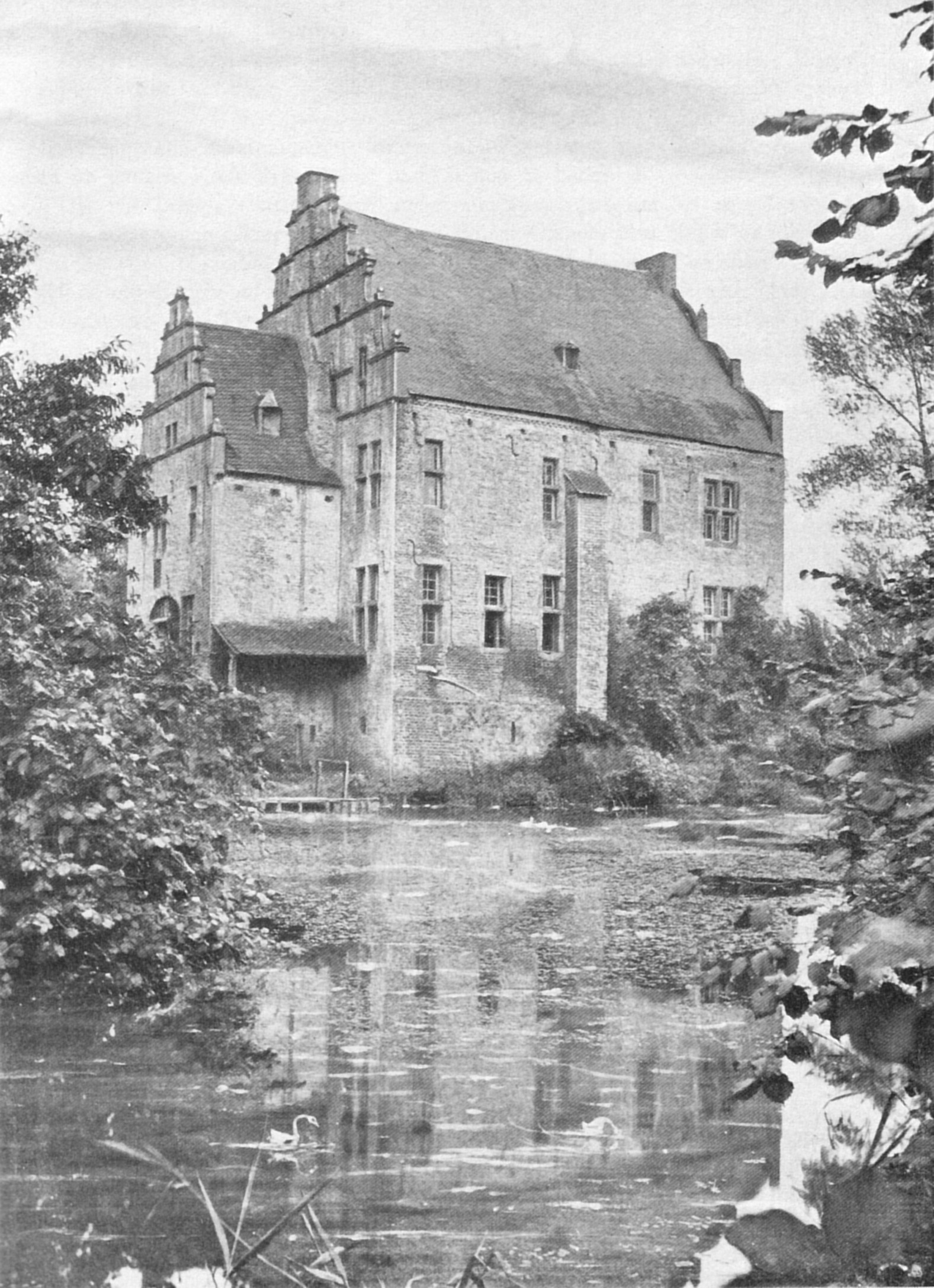
Das Burghaus vor dem Umbau um 1900

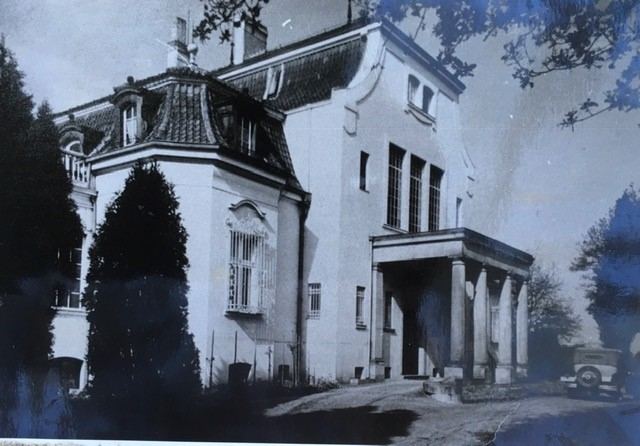

Über die Anfänge der spätmittelalterlichen Wasserburg Grittern ist nichts bekannt. Wahrscheinlich war sie der Stammsitz des gleichnamigen Adelsgeschlechts, das, dem Wappen nach zu urteilen, gleicher Herkunft war wie die Herren von Körrenzig. Sophia von Grittern brachte das Anwesen durch Heirat 1535 an ihren Mann Dietrich von Lieck. Nachfahren der beiden, Johann von Lieck und seine Frau Elise von Wevorde, ließen im späten 16. Jahrhundert das heute teilweise noch existierende Burghaus errichten. 1654 kam die Anlage über Elise Christine von Lieck an deren Mann Wilhelm Degenhard von Hompesch-Bollheim. Die Grafenfamilie blieb bis 1840 Besitzerin der wasserumwehrten Gebäude. Eine Ansicht der Anlage aus der Zeit, als sie Hompesch-Bollheimer Besitz war, zeigt der Codex Welser von 1723. Allerdings ist die dort zu sehende Zeichnung nur sehr ungenau.
Um die Wende vom 19. zum 20. Jahrhundert war das Gut Grittern Eigentum des Regierungsassessors Konrad Bresges aus Rheydt. Er ließ um 1900 bei einer großen Umbaumaßnahme das zweite Obergeschoss des Burghauses abtragen, um zwei ehemals voneinander abgesetzte Gebäudeteile zu vereinheitlichen und in der Höhe anzugleichen. Anschließend erhielten die beiden Bauten ein gemeinsames Dach. Dafür ließ der Bauherr einen der renaissancezeitlichen Staffelgiebel des Haupthauses entfernen. Zeitgleich wurde für Bresges auf dem Gelände der Anlage nach Plänen von Otto March eine neuzeitliche Villa errichtet und dort ein aus dem Burghaus stammender Renaissance-Kamin installiert. Der Neubau wurde während des Zweiten Weltkriegs zerstört und auch das Burghaus stark beschädigt. Letzteres wurde 1970/75 wieder aufgebaut. Es steht seit dem 6. Juli 1987 unter Denkmalschutz. Die Vorburggebäude wurden am 30. März 1994 in die Denkmalliste aufgenommen.

## Beschreibung
Das Gut Grittern ist eine zweiteilige Anlage, bestehend aus einem zweigeschossigen Haupthaus und den nordwestlich vorgelagerten Wirtschaftsgebäuden aus dem 19. Jahrhundert.

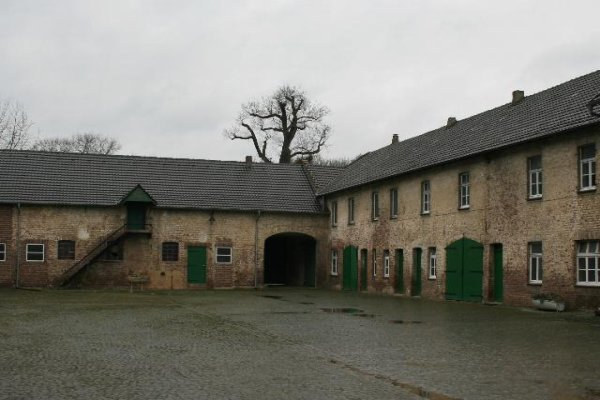
Vorburggebäude

Das Burghaus ist ein zweigeschossiger Backsteinbau auf rechteckigem Grundriss und mit hohem Sockelgeschoss. Früher war er von einem breiten Wassergraben umgeben, der vom Nysterbach gespeist wurde, doch das Grabensystem wurde um 1900 trockengelegt und ist mittlerweile eingeebnet. Der heutige Zustand des Haupthauses resultiert aus einer großen Umbaumaßnahme um 1900, bei der ein Teil des Gebäudes abgetragen wurde. Das Haus besitzt verschiedene Fensterarten (Kreuzstock- und Querstockfenster genauso wie längsgeteilte Fenster), sie besitzen alle eine Hausteinfassung. Die Kurzseiten des Hauses zeigen Giebel aus der Zeit der Renaissance, wobei der rückwärtige geschweift und weniger aufwändig gestaltet ist. Der Giebel der Nordseite ist ein mit Steinkugeln besetzter Staffelgiebel, der durch Hausteinfriese horizontal gegliedert ist. Er besitzt große Ähnlichkeit mit dem Giebel des Herrenhauses der Deutschordenskommende Siersdorf. Drei in den Giebel integrierte helle Hausteinplatten zeigen Rosetten- bzw. Sternenreliefs. Eine Brücke führt zum darunter befindlichen Haupteingang des Gebäudes mit dem Allianzwappen der Familien Lieck und Wevorden. Dieses ist von einem Dreiecksgiebel bekrönt und an beiden Seiten von Voluten gerahmt. Im Inneren des Hauses findet sich ein Renaissance-Kamin, dessen Sturz mit 15 Ahnenwappen des Ehepaars Lieck/Wevorden verziert ist. Er war zu Beginn des 20. Jahrhunderts in einen Neubau transferiert und dort im Zweiten Weltkrieg zerstört worden. Seine Einzelteile wurden in den 1970er Jahren aus den Kriegstrümmern geborgen und im Burghaus wieder zusammengesetzt sowie restauriert.
Die dreiflügelige Vorburg aus Backstein wurde im 19. Jahrhundert vollständig neu errichtet. Ihr Dach ist sogar noch neueren Datums und stammt aus dem 20. Jahrhundert, weil es nach einem Brand zwischen den beiden Weltkriegen erneuert werden musste. Der Westflügel besitzt hofseitig drei korbbogige Einfahrten, auf dem Dach befindet sich eine Windrose mit Wetterhahn. Im eingeschossigen Nordflügel findet sich die ebenfalls korbbogige Hofeinfahrt. Der Ostflügel beherbergt in seinen zwei Geschossen eine Remise und einen Wohntrakt. Während des Zweiten Weltkriegs diente er als Unterkunft für Gefangene. An seinem südlichen Ende steht das Verwalterhaus vom Ende des 19. Jahrhunderts. Dieser Ziegelbau besitzt Klötzchenfriese an seinen Traufseiten.